# مارتین لوندستروم
مارتین لوندستروم (انگلیسی: Martin Lundström؛ ۳۰ مه ۱۹۱۸ – ۳۰ ژوئن ۲۰۱۶) اسکی‌باز صحرانوردی اهل سوئد بود.
وی در مسابقات کشوری و بین‌المللی در مجموع برندهٔ ۳ مدال طلا، ۱ مدال برنز شده‌است.